# 法爾孔市 (法爾孔州)
法爾孔市（西班牙語：Municipio Falcón），是委內瑞拉的一個市，位於該國西北部法爾孔州，首府設於新普韋布洛，面積1,577平方公里，2013年人口54,230，人口密度為每平方公里34.38人。